# Championnat des Émirats arabes unis de football 2007-2008
Navigation
Saison suivante Saison suivante
La saison 2007-2008 du Championnat des Émirats arabes unis de football est la trente-quatrième édition du championnat national de première division aux Émirats arabes unis. Les douze meilleures équipes du pays sont regroupées au sein d'une poule unique où elles s'affrontent deux fois au cours de la saison, à domicile et à l'extérieur. À la fin du championnat, les deux derniers du classement sont relégués et remplacés par les deux meilleurs clubs de deuxième division.
C'est l'Al Shabab Dubaï qui remporte la compétition, après avoir terminé en tête du classement du championnat, avec trois points d'avance sur Al Jazira Club et cinq sur Al Ahly Dubaï. C'est le 3e titre de champion des Émirats arabes unis de l'histoire du club.
À partir de cette saison, les quatre premiers du classement se qualifient pour la Ligue des champions de l'AFC et le cinquième pour la Ligue des champions arabes.

## Les clubs participants
| - Emirates Club - Al-Wahda Club - Al Sha'ab Sharjah - Al Ain Club - Al Ahly Dubaï - Emirates Club | - Hatta Club - Promu de D2 - Al Jazira Club - Al Nasr Dubaï - Al Shabab Dubaï - Al Wasl Dubaï - Al Dhafra - Promu de D2 |

## Compétition
Le classement est établi sur le barème de points classique (victoire à 3 points, match nul à 1, défaite à 0).

### Classement
| Rang | Équipe            | Pts | J  | G  | N | P  | Bp | Bc | Diff |
| ---- | ----------------- | --- | -- | -- | - | -- | -- | -- | ---- |
| 1    | Al Shabab Dubaï   | 42  | 22 | 12 | 6 | 4  | 44 | 30 | +14  |
| 2    | Al Jazira Club    | 39  | 22 | 11 | 6 | 5  | 46 | 31 | +15  |
| 3    | Al Ahly Dubaï (C) | 37  | 22 | 10 | 7 | 5  | 47 | 27 | +20  |
| 4    | Sharjah SC        | 33  | 22 | 9  | 6 | 7  | 35 | 35 | 0    |
| 5    | Al Sha'ab Sharjah | 33  | 22 | 9  | 6 | 7  | 39 | 44 | -5   |
| 6    | Al Ain Club       | 32  | 22 | 9  | 5 | 8  | 41 | 36 | +5   |
| 7    | Al Wasl Dubaï (T) | 30  | 22 | 8  | 6 | 8  | 39 | 37 | +2   |
| 8    | Al-Wahda Club     | 30  | 22 | 8  | 6 | 8  | 42 | 42 | 0    |
| 9    | Al Nasr Dubaï     | 28  | 22 | 7  | 7 | 8  | 37 | 39 | -2   |
| 10   | Al Dhafra (P)     | 25  | 22 | 7  | 4 | 11 | 33 | 41 | -8   |
| 11   | Emirates Club     | 16  | 22 | 3  | 7 | 12 | 36 | 54 | -18  |
| 12   | Hatta Club (P)    | 16  | 22 | 4  | 4 | 14 | 23 | 46 | -23  |

|  | Qualification pour la Ligue des champions 2009 (Phase de groupes)                           |
|  | Qualification pour la Ligue des champions 2009 (Tour préliminaire)                          |
|  | Qualification pour la Ligue des champions arabes 2008-2009                                  |
|  | Relégation directe en deuxième division                                                     |
|  | (T) : Tenant du titre (C) : Vainqueur de la Coupe des Émirats arabes unis (P) : Promu de D2 |

## Bilan de la saison
| Championnat des Émirats arabes unis de football 2007-2008                        |                                |
| Champion                                                                         | Al Shabab Dubaï (3e titre)     |
| Coupes et trophées                                                               |                                |
| Vainqueur de la Coupe des Émirats arabes unis 2007-2008                          | Al Ahly Dubaï                  |
| Qualifications continentales                                                     |                                |
| Ligue des champions 2009                                                         | Al Wasl Dubaï                  |
| Ligue des champions 2009                                                         | Al Jazira Club                 |
| Ligue des champions 2009                                                         | Al Ahly Dubaï                  |
| Ligue des champions 2009                                                         | Sharjah SC (Tour préliminaire) |
| Ligue des champions arabes 2008-2009                                             | Al Sha'ab Sharjah              |
| Promotions et relégations                                                        |                                |
| Promus en UAE Football League                                                    | Al-Khaleej Club                |
| Promus en UAE Football League                                                    | Ajman Club                     |
| Relégués en Championnat des Émirats arabes unis de football de deuxième division | Emirates Club                  |
| Relégués en Championnat des Émirats arabes unis de football de deuxième division | Hatta Club                     |

### Meilleurs buteurs
| Rang | Buteur           | Equipe              | Buts |
| ---- | ---------------- | ------------------- | ---- |
| 1    | Faisal Khalil    | Al-Ahli Dubaï       | 16   |
| 2    | Anderson Barbosa | Sharjah SC          | 16   |
| 3    | Mehrzad Madanchi | Al Shaab Sharjah    | 15   |
| 4    | André Dias       | Al Wasl Dubaï       | 14   |
| 5    | Rasoul Khatibi   | Emirates Club       | 14   |
| 6    | Reza Enayati     | Emirates Club       | 12   |
| 7    | Antonin Koutouan | Al Jazira Abu Dhabi | 12   |
| 8    | Ali Samereh      | Al Shaab Sharjah    | 12   |